# Elena Riederer
Elena Riederer (10 agosto 2005) è una sciatrice alpina austriaca.

## Biografia
Specialista delle prove tecniche attiva dal novembre del 2021, Elena Riederer ha esordito in Coppa Europa il 9 dicembre 2023 a Mayrhofen in slalom gigante (29ª) e in Coppa del Mondo il 21 febbraio 2025 a Sestriere nella medesima specialità, senza completare la prova; ai Mondiali juniores di Tarvisio 2025 ha vinto la medaglia di bronzo nella combinata a squadre. Non ha preso parte a rassegne olimpiche o iridate.

## Palmarès

### Mondiali juniores
- 1 medaglia:
  - 1 bronzo (combinata a squadre a Tarvisio 2025)

### Coppa Europa
- Miglior piazzamento in classifica generale: 108ª nel 2025